# Klara Hammarström
Klara Lovisa Hammarström (Stockholm, 2000. április 20. – ) svéd énekesnő, televíziós személyiség, a Melodifestivalen döntőjének résztvevője volt 2021-ben, 2022-ben és 2025-ben.

## Magánélete
A gazdag családjával együtt szerepelt az SVT Familjen Hammarström című sorozatában. Korábban versenylovas volt.

## Pályafutása
Hammarström először 2020-ban vett részt a svéd eurovíziós válogatóműsorban. Ekkor a Nobody című dalt adta elő. 2020. február 8-án a második válogatóban szerepelt, ahonnan nem jutott tovább a verseny következő fordulójába. Májusban elkészítette Mohombival közösen a The One című dalt.
2021-ben is bejutott a Melodifestivalen versenyzői közé, ekkor a Beat of Broken Hearts című dallal. 2021. február 20-án a harmadik válogatóban szerepelt, ahol a negyedik helyen végzett, így továbbjutott a vigaszágas fordulóba. 2021. március 6-án Efraim Leóval szemben minden korcsoport szavazásában megnyerte a párbajkörét és bejutott a válogatóműsor utolsó fordulójába. A március 13-án rendezett döntőben 79 pontot szerzett (43-at a nemzetközi zsűritől, míg 36-ot a közönségtől kapott), így összesítésben a hatodik helyen végzett.
2021. december 1-jén jelentette be az SVT, hogy az énekesnő ismét bejutott a versenydalával a Melodifestivalen következő évi mezőnyébe. A Run to the Hills című versenydalát először a február 26-án rendezett negyedik elődöntőben adta elő Stockholmban. Dala a szavazás első fordulójából továbbjutott a március 12-i döntőbe, ahol a szavazáson 83 pontot sikerült összegyűjtenie (27-et a nemzetközi zsűriktől és 56-ot a nézőktől kapott), mellyel összesítésben ismételten a hatodik helyen végzett.
2024-ben síriporterként vett részt a Vasa sífutó versenyen.
2024. november 26-án jelentette be az SVT, hogy az énekesnő ismét bejutott a versenydalával a Melodifestivalen következő évi mezőnyébe. Az On and On and On című dalt először a február 8-án rendezett második elődöntőben adta elő Göteborgban, ahonnan a második helyen továbbjutott a március 8-i döntőbe. Itt 77 pontot sikerült összegyűjtenie (34-et a nemzetközi zsűriktől és 43-at a nézőktől kapott), mellyel összesítésben a negyedik helyen végzett.

## Diszkográfia

### Kislemezek
- 2019: Break Up Song
- 2019: You Should Know Me Better
- 2019: Riding Home for Christmas
- 2020: Nobody
- 2020: The One (Mohombival közösen)
- 2020: Oh My Oh My
- 2020: DNA
- 2021: Beat of Broken Hearts
- 2022:	Guld, svett & tårar (Liamooval közösen)
- 2022: Run to the Hills
- 2022: Bang My Head
- 2023: Everytime We Touch
- 2024: One of Us
- 2024: Mad
- 2024: Do It for Love
- 2024: Til It Feels Alright
- 2025: On and On and On